# Panamerykański Puchar w Chodzie Sportowym 2013
16. Panamerykański Puchar w Chodzie Sportowym 2013 – zawody lekkoatletyczne, które odbyły się 25 i 26 maja w Gwatemali. Impreza zaliczana była do cyklu IAAF Race Walking Challenge w sezonie 2013.

## Rezultaty

### Mężczyźni
| Konkurencja:                       | Złoto                                                         | Wynik   | Srebro                                               | Wynik   | Brąz                                                       | Wynik   |
| Chód na 10 km juniorów             | Manuel Soto                                                   | 41:19   | Erick Gonzalez                                       | 41:27   | Ivan Garrido                                               | 41:33   |
| Chód na 10 km juniorów (Drużynowo) | Kolumbia · Manuel Soto · Ivan Garrido                         | 7 pkt.  | Ekwador · Brian Pintado · Franco Chocho              | 15 pkt. | Brazylia · Bruno Fidelis · Maringá Batista Goncalves       | 18 pkt. |
| Chód na 20 km                      | Diego Flores                                                  | 1:24:16 | José Leonardo Montaña                                | 1:24:35 | Caio Bonfim                                                | 1:25:27 |
| Chód na 20 km (Drużynowo)          | Brazylia · Caio Bonfim · Mário José dos Santos · Daniel Voigt | 38 pkt. | Gwatemala · Jaime Quiyuch · Anibal Paau · Angel Batz | 43 pkt. | Ekwador · Mauricio Arteaga · Rolando Saquipay · José Rubio | 52 pkt. |
| Chód na 50 km                      | Omar Zepeda                                                   | 3:57:52 | Horacio Nava                                         | 3:58:00 | Omar Segura                                                | 4:03:11 |
| Chód na 50 km (Drużynowo)          | Meksyk · Omar Zepeda · Horacio Nava · Omar Segura             | 12 pkt. | Kolumbia · Omar Sierra · Jorge Ruiz · Ferney Rojas   | 24 pkt. |                                                            |         |

### Kobiety
| Konkurencja:                       | Złoto                                                        | Wynik   | Srebro                                                      | Wynik   | Brąz                                                    | Wynik   |
| Chód na 10 km juniorek             | Alejandra Ortega                                             | 49:12   | Jessica Hancco                                              | 51:30   | Jessica Tapia                                           | 51:31   |
| Chód na 10 km juniorek (Drużynowo) | Meksyk · Alejandra Ortega · Jessica Tapia                    | 4 pkt.  | Kolumbia · Carolina Marino · Milena Restrepo                | 15 pkt. | Wenezuela · Cheskaya Rosales · Natalia Alfonzo          | 20 pkt. |
| Chód na 20 km                      | Kimberly García                                              | 1:35:01 | Sandra Arenas                                               | 1:35:14 | Yanelli Caballero                                       | 1:35:19 |
| Chód na 20 km (Drużynowo)          | Meksyk · Yanelli Caballero · Monica Equihua · Lizabeth Silva | 16 pkt. | Kolumbia · Sandra Arenas · Sandra Galvis · Yeseida Carrillo | 17 pkt. | Ekwador · Paola Pérez · Janeth Guamán · Sonia Cartagena | 42 pkt. |